# ایستگاه متروی فیرلاپ
ایستگاه مترو فیرلاپ یک ایستگاه از خط مرکزی و از خطوط متروی لندن است؛ که در منطقه بارکینگز ساید قرار دارد و در ۱ مه ۱۹۰۳ افتتاح شده است.

## نگارخانه

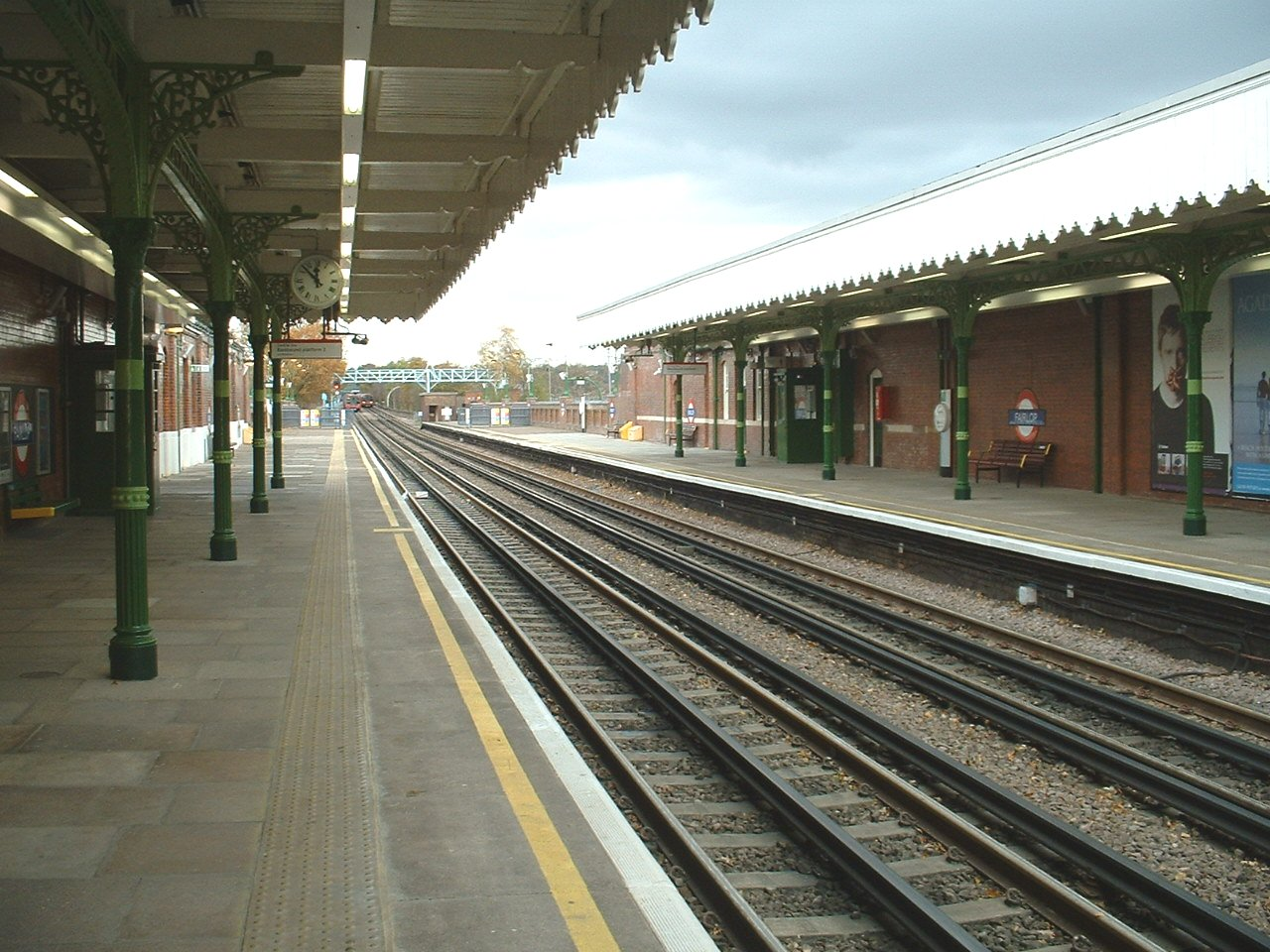
Looking north, with GER bracketry visible beneath the canopy.
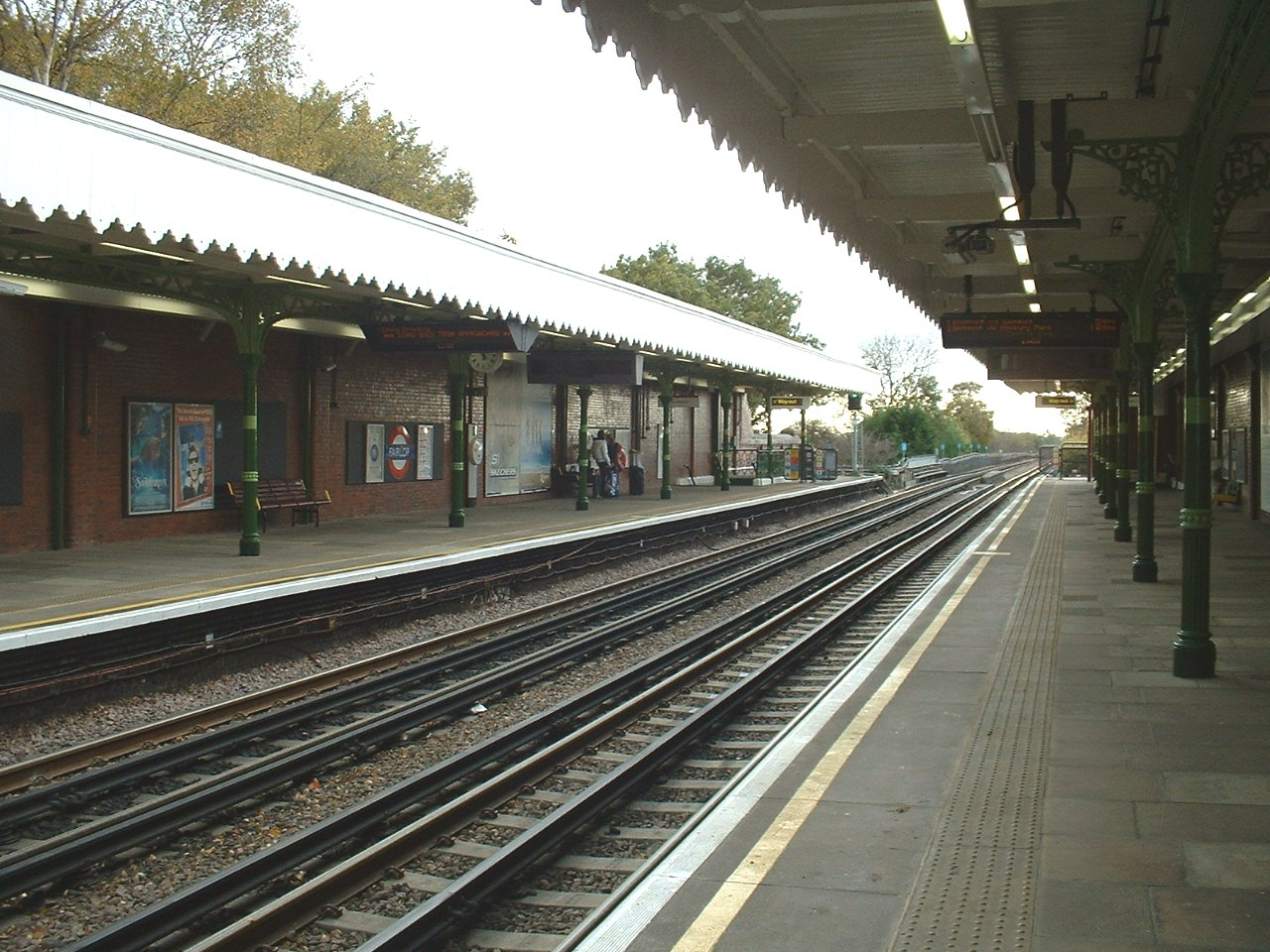
Looking south.
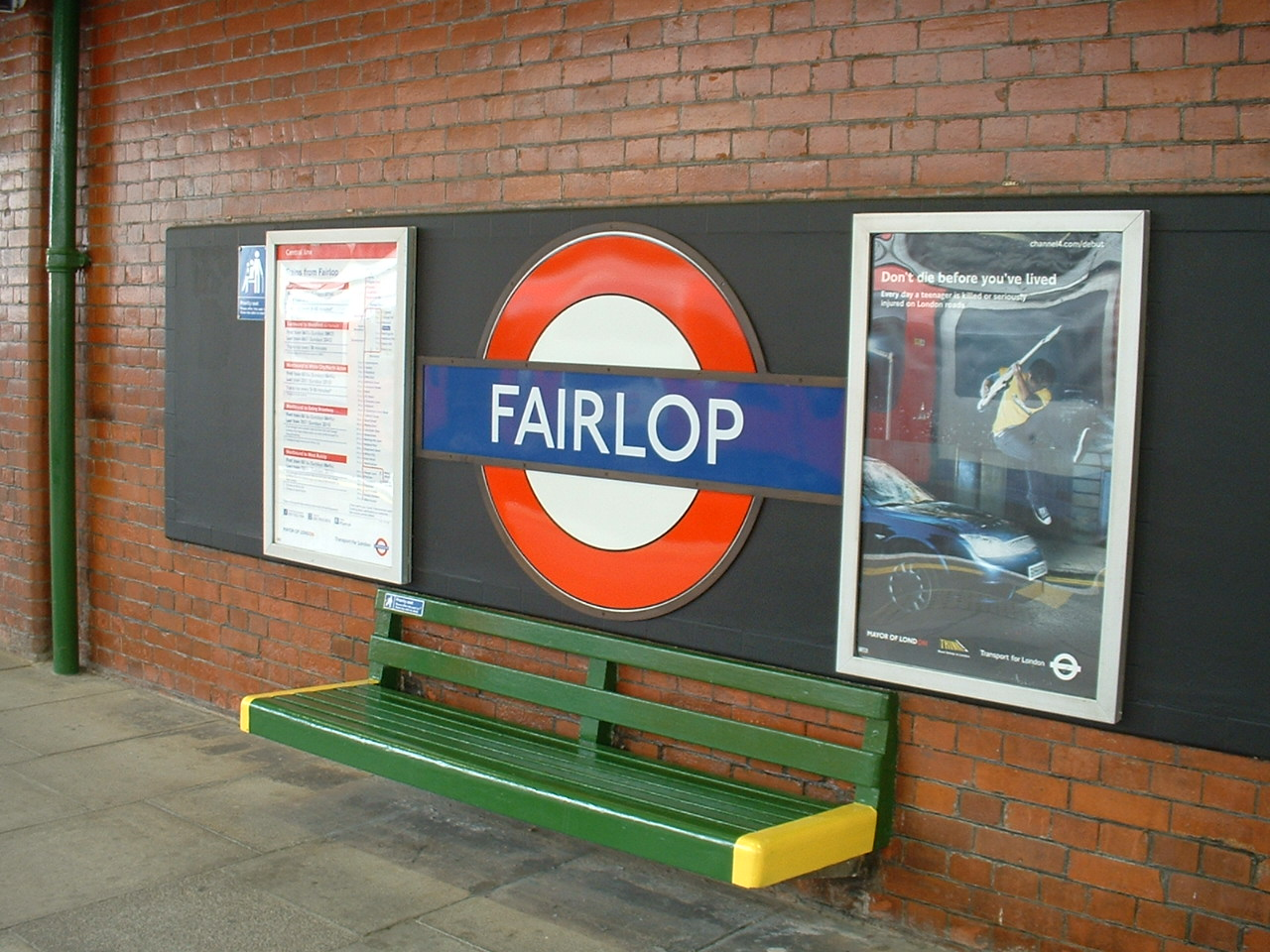
Roundel on "eastbound" platform.
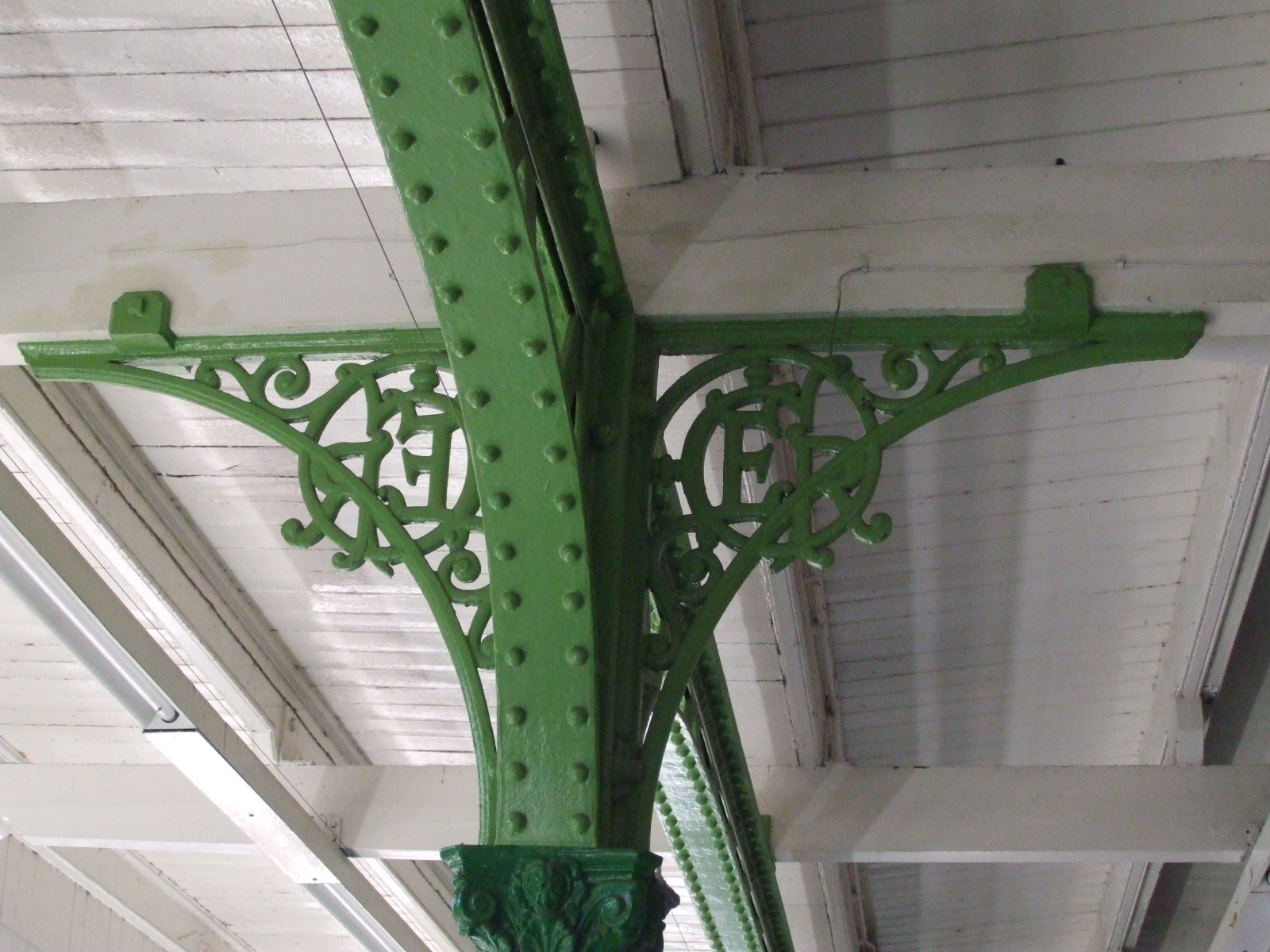
Close-up of GER bracketry still visible beneath the platform awnings.